# Weinzierl (Gemeinde Wieselburg-Land)
Weinzierl ist eine Ortschaft und eine Katastralgemeinde der Gemeinde Wieselburg-Land im Bezirk Scheibbs in Niederösterreich. Der Ort ist der Hauptort der 1967 gebildeten Gemeinde.

## Geografie
Weinzierl liegt südwestlich der Stadt Wieselburg knapp vor der Mündung der Kleinen Erlauf in die Erlauf.

## Geschichte
Der Ort wurde bereits im frühen 11. Jahrhundert erwähnt, als anlässlich einer Schenkung an das Kloster St. Emmeran in Regensburg ein Hof zu Vvinzurilun genannt wurde. Im 14. Jahrhundert gelangte der Ort an die Schaunberger und später an die Wallseer. Seit dieser Zeit ist in Weinzierl auch ein Adelssitz anzunehmen.
Laut Adressbuch von Österreich waren im Jahr 1938 in der Ortsgemeinde Weinzierl ein Gastwirt, ein Gemischtwarenhändler, zwei Schuster, ein Zementwarenerzeuger und einige Landwirte ansässig. Darüber hinaus gab es ein Elektrizitätswerk.

## Siedlungsentwicklung
Zum Jahreswechsel 1979/1980 befanden sich in der Katastralgemeinde Weinzierl insgesamt 100 Bauflächen mit 29.605 m² und 98 Gärten auf 167.741 m², 1989/1990 gab es 113 Bauflächen. 1999/2000 war die Zahl der Bauflächen auf 234 angewachsen und 2009/2010 bestanden 345 Gebäude auf 711 Bauflächen.

## Öffentliche Einrichtungen
In Weinzierl gibt es einen Kindergarten.

## Bodennutzung
Die Katastralgemeinde ist landwirtschaftlich geprägt. 214 Hektar wurden zum Jahreswechsel 1979/1980 landwirtschaftlich genutzt und 94 Hektar waren forstwirtschaftlich geführte Waldflächen. 1999/2000 wurde auf 222 Hektar Landwirtschaft betrieben und 93 Hektar waren als forstwirtschaftlich genutzte Flächen ausgewiesen. Ende 2018 waren 162 Hektar als landwirtschaftliche Flächen genutzt und Forstwirtschaft wurde auf 105 Hektar betrieben. Die durchschnittliche Bodenklimazahl von Weinzierl beträgt 52 (Stand 2010).

## Sehenswürdigkeiten
- Schloss Weinzierl